# Steinkiste von Chealamy

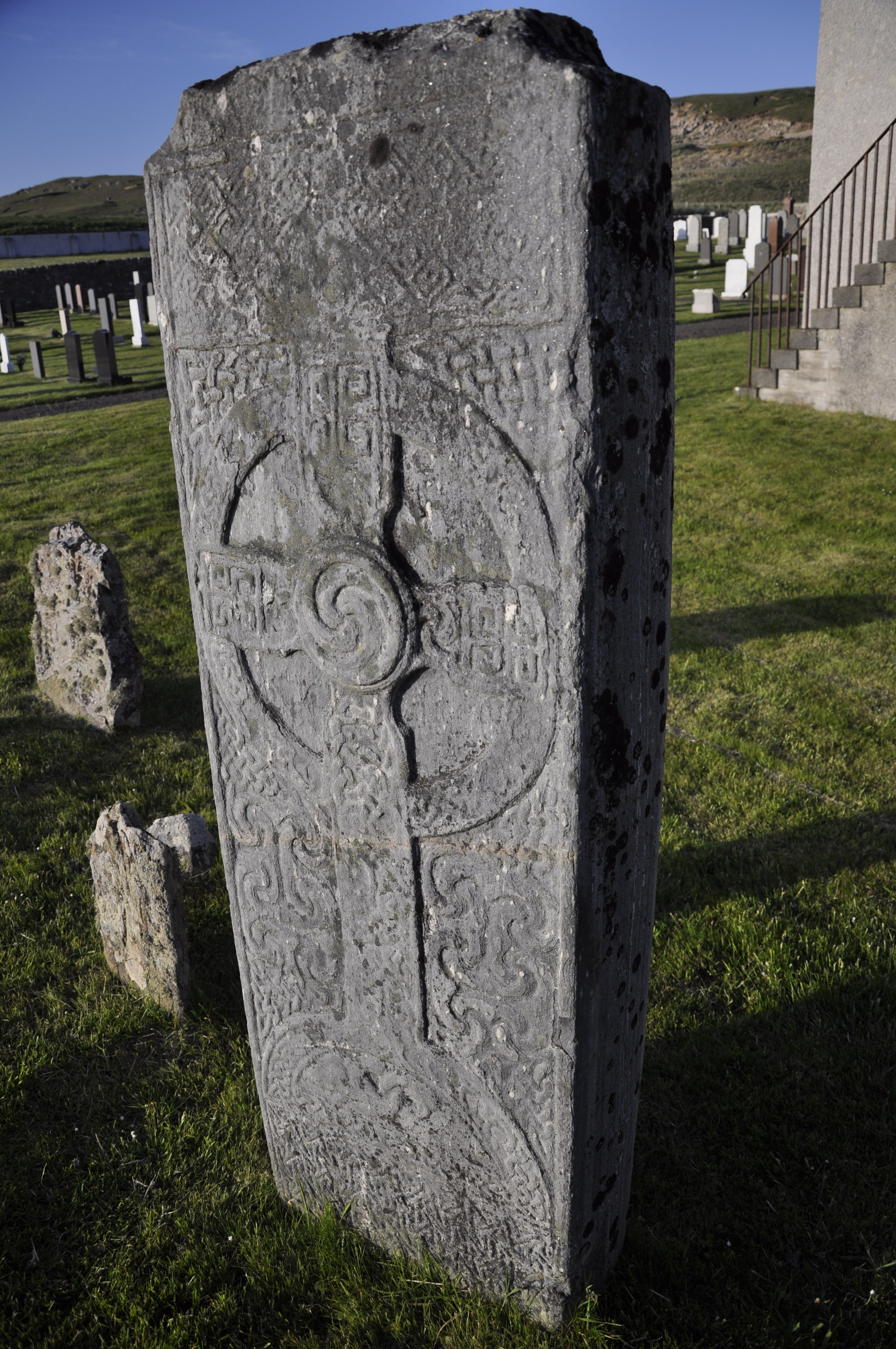
Farr Stone

Die kurze Steinkiste von Chealamy (auch Farr Church, Bettyhill genannt) wurde während der Straßenverbreiterung der B871 im Februar 1981 in Chealamy, südlich von Bettyhill, bei Farr in Sutherland in den schottischen Highlands gefunden. Die Steinkiste ist aus neun teils sehr kurzen Seitensteinen aufgebaut. Ihre Deckenplatte, deren Form der Kiste angepasst (worden) ist, war mit etlichen kleineren Platten unterfüttert. 

## Beschreibung
Die wenig mehr als einen Meter lange und breite, in etwa D-förmige Steinkiste enthielt das Begräbnis eines Mannes Mitte der Zwanziger. Seine Positionierung in der Steinkiste ist unsicher, denn sie enthielt nur Becken und Beinknochen. Der Körper könnte im fortgeschrittenen Stadium des Zerfalls deponiert worden sein oder die übrigen Knochen wurden später entfernt. 
Mit dem Körper war ein feiner, zonenverzierter, etwa 15 cm hoher Becher der Glockenbecherkultur aus der beginnenden Bronzezeit deponiert worden, der vermutlich eine Art vergorenen, halbalkoholischen Haferschleim für die Reise ins Jenseits enthielt. 
Nach der Ausgrabung wurde die Steinkiste bei der Kirche von Farr, wo auch die Cross Slab von Farr, steht, wieder aufgebaut. Der Becher ist im Museum ausgestellt. Eine zweite Steinkiste mit einem Becher, von der nur ein Stein erhalten ist, wurde im Strathnaver bei „Woody Knowe“ gefunden. 
In der Nähe liegen die zusammengestürzten Reste des Brochs Dun Chealamy.